# Paweł Ćwik
Paweł Ćwik (ur. 2 lutego 1901 w Raciborzu, zm. 8 września 1997 w Ponta Grossa) – polski duchowny katolicki, werbista (SVD), misjonarz.
Był synem Teodora i Joanny z Wyrobków. Od 1916 uczęszczał do Niższego Seminarium werbistów w Nysie; w 1924 rozpoczął nowicjat i studia w misyjnym seminarium St. Gabriel w Mödling koło Wiednia. 14 maja 1931 otrzymał tam święcenia kapłańskie. Władze zgromadzenia skierowały go do pracy misyjnej w Chinach; trafił do prowincji Gansu na północnym zachodzie Chin. Prowadził tam działalność misyjną wśród wymieszanej etnicznie ludności (Chińczycy, Tybetańczycy, Turkmeni, Mongołowie), pełnił też funkcję mistrza nowicjatu (1949–1953) i przełożonego miejscowego domu werbistów (od 1951). Był aresztowany przez władze komunistyczne i z wyrokiem śmierci spędził dziewięć miesięcy w więzieniu; uratowany dzięki interwencji Amerykanów, trafił na kilka miesięcy do Hongkongu, skąd na podstawie wyrobionego paszportu watykańskiego wyjechał do Rzymu.
Pracę duszpasterską kontynuował w Brazylii, początkowo w stanie Parana, znanym z obecności licznej Polonii. W 1958 osiadł w mieście Seberi w stanie Rio Grande do Sul, gdzie jego praca zyskała duże uznanie: został patronem jednej ze szkół oraz honorowym obywatelem miasta (1969). W 1969 przeszedł w stan spoczynku i zamieszkał w klasztorze w Ponta Grossa, udzielając się jako spowiednik i kapelan szpitalny. Zmarł 8 września 1997 w Ponta Grossa, został pochowany na miejscowym cmentarzu werbistów.
Był autorem kilku artykułów popularyzujących misje katolickie, w tym Coś niecoś z dalekiego Tsinghai (w Jubileuszowym Kalendarzu Słowa Bożego 1949). Dwa artykuły ogłosił w języku niemieckim.